# 阿克什胡斯郡
阿克什胡斯郡（挪威語：Akershus，聆听ⓘ）是挪威东南部的一个郡，首府为奥斯陆（不属于本郡管辖范围之内）。阿克什胡斯郡面积5,894.47平方公里，人口716,020（2023年），最大的城市是貝魯姆。该郡曾在2022年废除，但在2024年1月1日重新设立。

## 市镇
2024年1月1日时阿克什胡斯郡有21个市镇：
1. 拜魯姆
2. 阿斯克爾
3. 利勒斯特倫
4. 北福洛
5. 于倫薩克爾
6. 內索登
7. 弗龍
8. 韋斯特比
9. 奧斯
10. 埃內巴克
11. 勒倫斯科格
12. 雷靈恩
13. 艾于什庫格-赫蘭
14. 內斯
15. 耶爾呂姆
16. 尼特達爾
17. 倫內爾
18. 耶夫納克爾
19. 楠內斯塔
20. 埃兹沃尔
21. 許達爾